# Покритан Анатолій Карпович
Анато́лій Ка́рпович Покрита́н (2 грудня 1920 — 27 вересня 2003, Одеса, Україна) — український економіст, педагог, професор.

## Біографія
Анатолій Карпович Покритан народився 2 грудня 1920 року.
З вересня 1939 року до жовтня 1943 року перебував у лавах Червоної Армії. Воював у складі частин Південно-Західного та Північно-Західного фронтів. Був тяжко поранений.
В 1948 році закінчив філологічний факультет Одеського державного педагогічного інституту. Здобувши вищу освіту, викладав в технікумі і працював асистентом на  кафедрі марксизму-ленінізму Одеського  державного педагогічного  інституту імені К. Д. Ушинського.
У  1952  році   захистив   дисертацію  на здобуття  наукового ступеня кандидата економічних наук. Згодом  йому  було присвоєно вчене звання  доцента. Завідував  кафедрою в Одеському державному педагогічному інституті імені К. Д. Ушинського.
В 1967 році  захистив  дисертацію і здобув  науковий ступінь  доктора економічних  наук. Присвоєно вчене звання професора.
В 1968 році  перейшов  до  Одеського інституту народного  господарства і очолив  кафедру політичної економії, а згодом — кафедру економічних теорій Одеського економічного університету. Став одним із фундаторів  одеської економічної школи.
Є автором понад 200 наукових робіт, в тому числі 20 монографій та підручників з питань економіки. В Одеському економічному університеті  щорічно проходять «Покританівські читання», присвячені пам'яті  видатного вченого.
Помер в Одесі 27 вересня 2003 року. Похований на Другому християнському кладовищі.

## Праці
- Розвиток В. І. Леніним теорії капіталістичної репродукції Маркса в економічних працях 90-х років.// Наукові записки Одеського державного педагогічного інституту ім. К. Д. Ушинського. — Т. ХІ. Випуск історико-філологічний. — К., 1956. — С. 3 — 19.
- Економічне обґрунтування В. І. Леніним тактики більшовиків до революції 1905—1907 рр.// Наукові записки Одеського державного педагогічного інституту ім. К. Д. Ушинського. — Т. XVII. Випуск історико-філологічний. — Одеса, 1957. — С. 3 — 26.
- Вопросы социалистического  воспроизводства  общественного продукта. — К.,  1965. — 188 с.
- Историческое и логическое в экономической теории социализма. — М.: Мысль, 1978. — 248 с.
- Восхождение от абстрактного к конкретному в политической экономии социализма. — М.: Высшая школа, 1982. — 120 с.
- Фонд возмещения I подразделения и проблема сбалансированности / А. К. Покрытан, В. В. Лапин. — М.: Экономика, 1982. — 167 с.

## Нагороди
- Звання «Заслужений працівник вищої школи УРСР» (1977 р.)
- Звання «Заслужений діяч науки і техніки УРСР» (1980 р.)
- Ордени Трудового Червоного Прапора, Вітчизняної війни І, ІІ ступенів.
- 10 медалей.